# Plagodis montana
Plagodis montana là một loài bướm đêm trong họ Geometridae.